# Umar Kidżawar
Umar Kidżawar, Omar Kedjaouer (ar. عمر قيجور ; ur. 22 czerwca 1974) – algierski zapaśnik walczący w stylu wolnym. Olimpijczyk z Atlanty 1996, gdzie zajął czternaste miejsce w kategorii 52 kg.
Srebrny medalista igrzysk afrykańskich w 1995 w stylu klasycznym i czwarty w stylu wolnym. Zdobył trzy medale na mistrzostwach Afryki, złoty w 1994. Mistrz igrzysk panarabskich w 1997. Piąty na igrzyskach śródziemnomorskich w 1997 roku.
- Turniej w Barcelonie 1992

Wygrał z Meksykaninem Víctorem Rodríguezem a przegrał z Ukraińcem Władimirem Toguzowem i Metinem Topaktaşem z Turcji.